# Daiyan Henley
Daiyan Henley (Los Ángeles, California; 18 de noviembre de 1999) es un jugador profesional estadounidense de fútbol americano, se desempeña en la posición de linebacker en Los Angeles Chargers, en la National Football League (NFL).

## Carrera
Hizo su debut profesional con el equipo Los Angeles Chargers, lleva jugando una temporada, comenzó en el 2023.